# Rhamphichthys marmoratus
Rhamphichthys marmoratus är en fiskart som beskrevs av Castelnau, 1855. Rhamphichthys marmoratus ingår i släktet Rhamphichthys och familjen Rhamphichthyidae. Inga underarter finns listade i Catalogue of Life.